# Ramchandrapur
Ramchandrapur è una suddivisione dell'India, classificata come census town, di 9.014 abitanti, situata nel distretto di Howrah, nello stato federato del Bengala Occidentale. In base al numero di abitanti la città rientra nella classe V (da 5.000 a 9.999 persone).

## Geografia fisica
La città è situata a 22° 33' 56 N e 88° 13' 20 E.

## Società

### Evoluzione demografica
Al censimento del 2001 la popolazione di Ramchandrapur assommava a 9.014 persone, delle quali 4.643 maschi e 4.371 femmine. I bambini di età inferiore o uguale ai sei anni assommavano a 973, dei quali 491 maschi e 482 femmine. Infine, coloro che erano in grado di saper almeno leggere e scrivere erano 6.826, dei quali 3.706 maschi e 3.120 femmine.